# HMS Ursula (N59)
«Урсула» (англ. HMS Ursula (N59) — британський підводний човен типу «U», перша серія, що перебував у складі Королівського військово-морського флоту Великої Британії у роки Другої світової війни.
«Урсула» був закладений 19 лютого 1937 року на верфі компанії Vickers-Armstrongs у Барроу-ін-Фернесі. 16 лютого 1938 року він був спущений на воду, а 20 грудня 1938 року увійшов до складу Королівського ВМФ Великої Британії.
Підводний човен брав активну участь у бойових діях на морі в Другій світовій війні; бився у північній Атлантиці, в арктичних водах, на Середземному морі, бився у Північному морі біля берегів Англії, Норвегії, Франції, Данії, супроводжував мальтійські конвої. Загалом здійснив 34 бойових походи. У червні 1944 року переданий до радянського Північного флоту, де увійшов під назвою В-4, брав участь у супроводі арктичних конвоїв. За проявлену мужність та стійкість у боях удостоєний шести бойових відзнак.

## Історія служби
На початку Другої світової війни «Урсула» входив до складу 6-ї флотилії підводних човнів. З 26 по 29 серпня 1939 року флотилія зосередилася на своїх військових базах у Данді та Блайті, й з початком війни «Урсула» разом з іншими ПЧ з'єднання розпочав дії в домашніх водах. 9 вересня 1939 року субмарина випустила перші британські підводні торпеди у війні, атакуючи німецький підводний човен U-35. Німецький підводний човен врятувався, але був потоплений приблизно за два місяці.
14 грудня 1939 року човен патрулював поблизу естуарію Ельби, коли побачив німецький легкий крейсер «Лейпциг» у супроводі шести есмінців. «Лейпциг» повертався у Кіль для ремонту, після того як був торпедований та пошкоджений підводним човном «Салмон». Попри ризик при зануренні у неглибоких водах лиману Ельби, «Урсула» пірнув під ворожий есмінець і наблизившись до крейсера, випустив залп із шести торпед; два вибухи були настільки близькі, що підводний човен сильно потрясло. Піднявшись на глибину перископа, британці не побачили німецький крейсер, але чотири кораблі супроводження на великій швидкості наближалися для атаки. Один з них, ескортний міноносець F9, зазнав ураження британськими торпедами та швидко затонув. ПЧ «Урсула» заглибився і зумів уникнути неминучої загибелі від атаки глибинними бомбами.
8 жовтня 1942 року «Урсула» разом з субмаринами «Сілайон», «Юнік» і трофейною «Граф» вийшов з Голі-Лох та здійснив перехід до Біскайської затоки й далі до Гібралтару, де увійшов до 8-ї флотилії ПЧ.
30 травня 1944 року в Росайті відбулася урочиста церемонія передачі корабля, який був переданий в оренду Радянському Союзу, і перейменований на В-4, радянському екіпажу, котрий прибув до Великої Британії з конвоєм RA 59. Після перепідготовки екіпажів, чотири колишні британські підводні човни, що були передані СРСР, В-1, В-2, В-3 та В-4 здійснювали перехід з Данді до Мурманська. 26 липня 1944 року ці човни вийшли з проміжної військово-морської бази Лервіка на Шетландських островах і попрямували до радянської Арктики. 27 липня «дружнім вогнем» британського важкого бомбардувальника B-24 «Ліберейтор» Берегового командування ПС помилково був потоплений В-1. 3 серпня В-4 прибув до Полярного, де увійшов до складу 7-го окремого дивізіону підводних човнів Північного флоту.
20 жовтня 1944 року, плаваючи під радянським прапором під командуванням Героя Радянського Союзу Іосселіані Я. К., корабель потопив німецький мисливець за підводними човнами UJ-1219. Субмарина перебувала чотири роки на службі у радянському флоту, перш ніж її повернули Королівському флоту у 1949 році. У травні 1950 року «Урсула» був розібраний на брухт у Гренджмуті.